# Ogbomoso
Ogbomoso er en by i det vestlige Nigeria, med et indbyggertal (pr. 2005) på cirka 1.200.000. Byen ligger i delstaten Oyo og er et industri- og handelscentrum for regionen.